# Laz-Firtănuș
Laz-Firtănuș (węg. Firtosiláz) – wieś w Rumunii, w okręgu Harghita, w gminie Avrămești. W 2011 roku liczyła 39 mieszkańców.